# Eishockey-Landesliga Bayern 2000/01
Die Eishockey-Landesliga Bayern 2000/01 wurde unter dem Dach des Bayerischen Eissportverbandes (BEV) organisiert und war nach der Bayernliga eine der sechsthöchsten Spielklassen im deutschen Eishockey.

## Saisonverlauf
Die Eishockey-Landesliga 2000/01 war die 53. Ausspielung dieser Liga. Meister wurde der TSV Schliersee, der allerdings auf sein Aufstiegsrecht verzichtete. Vizemeister und Aufsteiger wurde das Team des EV Regensburg 1b, den dritten Platz belegte der EV Lindau, der durch den Verzicht des Meisters als Nachrücker für die Bayernliga 2001/02 qualifiziert war. Absteiger in die Bezirksliga war der SV Apfeldorf und vier weitere Vereine zogen sich vorerst aus dem Spielbetrieb des BEV zurück.

### Modus
In der Saison 2000/01 wurde die Landesliga in vier Vorrundengruppen als Einfachrunde ausgespielt. Nach der Vorrunde qualifizierten sich die ersten vier Mannschaften aller Gruppen für die Meisterrunde, während die Mannschaften ab Platz 5 jeder Gruppe an der Abstiegsrunde teilnahmen.
In der Meisterrunde, die in zwei Gruppen zu je 8 Mannschaften als Einfachrunde ausgespielt wurde, konnten sich die Plätze eins und zwei jeder Gruppe für die  Playoffs qualifizieren. In den Playoffs wurde im Modus „Best of Two“ der Meister der Landesliga und zugleich Direktaufsteiger in die Bayernliga ausgespielt. Der Vizemeister war ebenfalls für die Bayernliga 2001/02 qualifiziert.
Nach der Abstiegsrunde, die wie die Meisterrunde in zwei Gruppen zu je acht Mannschaften als Einfachrunde ausgespielt wurde, sollten die jeweils Gruppenletzten in die Bezirksliga absteigen. Am Ende der Saison gab es einen Absteiger und vier Rückzieher.

## Teilnehmer
Nicht mehr dabei waren die Auf- und Absteiger der Vorsaison. Neu hinzukamen die Absteiger aus der Bayernliga und die Aufsteiger aus der Bezirksliga.

### Platzierungen Hauptrunde
| Gruppe 1 (Nord) | Gruppe 2 (Ost) | Gruppe 3 (Süd) | Gruppe 4 (West) |
| --- | --- | --- | --- |
|  1. ESV Würzburg - 2. EHC Mitterteich - 3. SC Bad Kissingen - 4. EV Pegnitz - 5. EHC 80 Nürnberg - 6. SV Hof - 7. EC Erkersreuth - 8. ERSC Amberg 1b |  1. EV Regensburg 1b - 2 EV Bruckberg - 3 ERC Ingolstadt 1b - 4 Wanderers Germering - 5 EHC Straubing 1b - 6 ESV Gebensbach - 7 ESC Holzkirchen - 8 TSV Erding 1b |  1. TSV Schliersee - 2 SC Forst - 3 ESV Bad Bayersoien - 4 DEC Frillensee Inzell - 5 SC Reichersbeuern - 6 MTV Dießen - 7 EAC Bad Reichenhall - 8 SV Apfeldorf |  1. EV Lindau - 2. EHC Memmingen - 3. ESV Buchloe - 4. 1. EC Senden - 5. VfL Denklingen - 6, EV Bad Wörishofen - 7. ESV Burgau 2000 - 8. EC Oberstdorf |

(N) = Neu in der Liga, (R) = Rückzug, Meisterrundenteilnehmer = fett gedruckt  Gruppensieger / Staffelsieger

### Platzierungen Meister- und Abstiegsrunde
| Meisterrunde 1 (N/O) | Meisterrunde 2 (S/W) | Abstiegsrunde 1 (N/O) | Abstiegsrunde 2 (S/W) |
| --- | --- | --- | --- |
|  1. EV Regensburg 1b - 2. ESV Würzburg - 3. EV Bruckberg - 4. EHC Mitterteich - 5. EV Pegnitz - 6. SC Bad Kissingen - 7. ERC Ingolstadt 1b - 8. Wanderers Germering |  1. TSV Schliersee  2. EV Lindau - 3. EHC Memmingen - 4. ESV Bad Bayersoien - 5. SC Forst - 6. DEC Frillensee Inzell - 7. ESV Buchloe - 8. 1. EC Senden | - 1. EHC 80 Nürnberg - 2. EHC Straubing 1b - 3. ESV Gebensbach - 4. EC Erkersreuth - 5. ESC Holzkirchen  6. TSV Erding 1b (R)  7. SV Hof (R)  8. ERSC Amberg 1b (R) | - 1. SC Reichersbeuern - 2. VfL Denklingen - 3. EAC Bad Reichenhall  4. MTV Dießen (R) - 5. ESV Burgau 2000 - 6. EV Bad Wörishofen - 7. EC Oberstdorf  8 SV Apfeldorf |

Playoffteilnehmer = fett gedruckt, (R) = Rückzug,  Bayr. LL-Meister  Bayr. LL-Vizemeister und Aufsteiger  Aufsteiger  Absteiger / Rückzug

### Meister-Playoffs
Die Halbfinal- und Finalspiele wurden im Best-of-Two-Modus ausgetragen.
Platz 3 wurde nur in einem Spiel ermittelt.

|  | Halbfinale | Halbfinale       | Halbfinale     | Halbfinale | Halbfinale |                  |                  | Finale | Finale | Finale | Finale | Finale |
|  |            |                  |                |            |            |                  |                  |        |        |        |        |        |
|  | NO1        | EV Regensburg 1b | 1              | 7          | 8          |                  |                  |        |        |        |        |        |
|  | SW2        | EV Lindau        | 2              | 4          | 6          |                  |                  |        |        |        |        |        |
|  | SW2        | EV Lindau        | 2              | 4          | 6          | NO1              | EV Regensburg 1b | 2      | 4      | 6      |        |        |
|  |            |                  |                |            |            | NO1              | EV Regensburg 1b | 2      | 4      | 6      |        |        |
|  |            | SW1              | TSV Schliersee | 5          | 4          | 9                |                  |        |        |        |        |        |
|  | SW1        | SW1              | TSV Schliersee | 5          | 4          | 9                | TSV Schliersee   | 4      | 11     | 13     |        |        |
|  | SW1        |                  |                |            |            |                  | TSV Schliersee   | 4      | 11     | 13     |        |        |
|  | NO2        | ESV Würzburg     | 3              | 4          | 7          |                  |                  |        |        |        |        |        |
|  | NO2        | ESV Würzburg     | 3              | 4          | 7          | Spiel um Platz 3 |                  |        |        |        |        |        |
|  |            |                  |                |            |            |                  |                  |        |        |        |        |        |
|  | SW2        | EV Lindau        | 12             | /          | 12         |                  |                  |        |        |        |        |        |
|  | NO2        | ESV Würzburg     | 5              | /          | 5          |                  |                  |        |        |        |        |        |

- Finalsieger mit Aufstiegsverzicht TSV Schliersee
- Platz 2 mit Aufstiegsrecht EV Regensburg 1b
- Platz 3 mit Aufstiegsrecht EV Lindau